# Flunitrazepam
Il flunitrazepam appartiene alla classe delle benzodiazepine; sintetizzato agli inizi degli anni settanta dagli stabilimenti Hoffmann-La Roche (con il nome commerciale Rohypnol), ha conosciuto inizialmente un uso ospedaliero nei casi in cui era richiesta la sedazione profonda.
È entrato nel mercato commerciale in Europa nel 1975 e negli anni ottanta ha cominciato a essere disponibile in altri paesi. Solo agli inizi degli anni novanta è stato introdotto negli Stati Uniti. In Italia è venduto, dietro presentazione di ricetta medica ministeriale a ricalco, con il nome commerciale di Roipnol.

## Rohypnol
Il Rohypnol, prodotto dalla Hoffmann-La Roche, è un farmaco ipnoinducente (o "sonnifero"). Ha effetto ipnotico, ansiolitico e sedativo nonché induttore di rilassamento muscolo-scheletrico; il suo principio attivo è il flunitrazepam, rientrante nei derivati benzodiazepinici ed è tra questi ritenuto uno tra i più potenti assieme all'alprazolam e al clonazepam.
La sua commercializzazione è incominciata nel 1970. All'inizio venne usato come ammortizzatore degli effetti di cocaina e amfetamina; successivamente a scopo ansiolitico e infine come vera e propria droga, tenuto conto della dipendenza generata dall'assunzione. Sotto l'effetto del Rohypnol (soprattutto insieme con alcolici o altre droghe) si perde totalmente coscienza di sé e non è infrequente che tale condizione venga seguita da uno stato di amnesia. Per questo motivo, oltre che per alcuni effetti negativi riscontrati a livello cerebrale, negli Stati Uniti d'America è stato da tempo vietato il commercio, mentre in Europa e nel resto del mondo è ancora ampiamente usato a livello farmaceutico.
Il farmaco viene normalmente prescritto per il trattamento dell'insonnia (intesa come difficoltà nell'addormentarsi, sonno caratterizzato da risvegli frequenti, risveglio precoce o insieme di tutti questi fattori); trattandosi di una benzodiazepina ad azione medio-rapida, è spesso prescritta a pazienti che faticano a prendere sonno. Altre benzodiazepine con emivita intermedia (ad es. loprazolam, lormetazepam o temazepam) sono altrettanto efficaci in pazienti che hanno difficoltà nel rimanere addormentati e risultano generalmente preferibili a benzodiazepine con periodo di dimezzamento lungo, normalmente controindicate in tal senso in quanto causa di sonnolenza e riduzione della prontezza dei riflessi durante il giorno. I farmaci ipnotici dovrebbero essere usati solo per brevi periodi di tempo oppure su base occasionale nei pazienti affetti da insonnia cronica.